# غنی بلوریان
غنی بلوریان، معروف به کاغنی (زادهٔ ۱۳۰۳ در مهاباد - درگذشته ۱۸ اسفند ۱۳۸۹ در کلن آلمان) از بنیان‌گذاران و رهبران حزب دموکرات کردستان و یکی از بانفوذترین شخصیت‌های کرد ایرانی بود که در میان کردهای عراق نیز مشهور است. او سال‌ها همراه با قاضی محمد و مصطفی بارزانی، پدر مسعود بارزانی در یک صف برای حقوق مردم کردستان ایران و کردستان عراق مبارزه کرد. غنی بلوریان یکی از مخالفان سرسخت جمهوری اسلامی ایران بود که بارها به دو رهبر انقلاب ایران یعنی سید روح‌الله خمینی و سید علی خامنه‌ای توهین لفظی کرده بود.

## دوران جوانی
بلوریان، در جوانی یکی از مؤسسان حزب ژیان جوانان کرد بود(ژیان در کردی به معنای زندگی است). چند سال بعد که حزب دموکرات کردستان تأسیس شد(۲ آبان ۱۳۲۴ خورشیدی، ۲۴ اکتبر ۱۹۴۵ میلادی)، بلوریان به همراه سازمانی که از جوانان تأسیس کرده‌بود، به این حزب پیوست.
مدتی بعد، به پیشنهاد قاضی محمد رئیس جمهوری مهاباد، به همراه تعدادی جوانان دیگر مهابادی به جمهوری سوسیالیستی آذربایجان شوروی، برای تعلیمات نظامی اعزام شد. آن‌ها در یک پادگان نظامی و به صورت بسیار فشرده آموزش نظامی دیدند که هدف از چنین عجله‌ای نیاز جمهوری تازه تأسیس به نیروی مسلح بود. هنگامی که ارتش شاه به مهاباد رسید و قاضی محمد اعدام شد، آنان همچنان در جمهوری سوسیالیستی آذربایجان شوروی بودند. پس از اعلام خبر سقوط جمهوری کردستان، تعداد زیادی از آن جوان‌ها به تدریج به ایران بازگشتند.

## بازسازی حزب دموکرات کردستان
غنی بلوریان بعد از سقوط جمهوری مهاباد(۱۳۲۵) و اعلام انحلال حِزب دموکرات کردستان، به همراه عزیز یوسفی، کریم حسامی، حسن قزلجی، سلیمان معینی، قادر شریف و دیگر فعالان کرد، برای احیای سازمان حزب دموکرات کردستان و ازسرگیری فعالیت آن تلاش کردند. یکی از کارهای مهم بلوریان در این دوره انتشار روزنامه ریگا* به همراهی عزیز یوسفی، کریم حسامی، سلیمان معینی، حسن قزلجی و همکاری عده‌ای از جوانان کرد: جلیل گادانی، حسن رستگار، عبدالله حسن‌زاده، فتاح کاویان و قادر شریف بود. *(ریگا در کردی به معنای راه است)

## کودتای ۲۸ مرداد
بعد از کودتای ۲۸ مرداد و سقوط دولت مصدق در سال ۱۳۳۲ که آزادی‌های سیاسی در سراسر ایران سرکوب شد، فعالیت حزب دموکرات کردستان نیز دچار اختلال شد و فعالیت آن به صورت مخفی ادامه یافت.
غنی بلوریان که در جوانی بارها بازداشت و زندانی شده بود، سرانجام در سال(۱۳۳۷) دستگیر و در محکمه نظامی شاه به اعدام و سپس به حبس ابد محکوم شد. او نزدیک به ۲۵ سال در زندان شاه ماند و با انقلاب ایران از زندان بیرون آمد و بلافاصله از تهران عازم سرزمین مادری خود کردستان شد و عده‌ای به استقبال او آمدند.

## انقلاب ایران
در اولین انتخابات مجلس شورای اسلامی، مردم مهاباد او را با ۲۶۶۳۲ رای از مجموع ۲۹۳۸۶ رای ماخوذه به عنوان نماینده خود برای این مجلس انتخاب کردند، اما حکومت مانع راه یافتن بلوریان به مجلس شد.
قاسملو نیز به عنوان نماینده مردم کردستان برای مجلس خبرگان انتخاب شده بود، اما حکومت قصد دستگیری و ترور او در تهران را داشت. به همین دلیل قاسملو به تهران نیامد و در این مجلس شرکت نکرد. این توطئه‌ای بود که تدارک دیده بودند و حتی مانع حضور بلوریان در مجلسی شدند که مردم مهاباد او را به عنوان نماینده خود برای این مجلس انتخاب کرده بودند.

## شورش ۱۳۵۹–۱۳۵۷ کردها در ایران
با آغاز شورش کردها که غنی بلوریان تا حد جدائی از عبدالرحمان قاسملو دبیر اول وقت حزب دمکرات کردستان ایران سعی کرد جلوی گسترش این شورش را بگیرد، در سال‌های ۱۳۵۹ و ۱۳۶۴ ضربات سنگین و خونینی به این فعالیت‌ها و به ویژه حزب دمکرات کردستان ایران زده شد. غنی بلوریان که با سیاست نظامی وقت حزب دمکرات کردستان ایران مخالف بود، به تهران بازگشت. گفته می‌شود در این جنگ بیش از ۳۰۰ تن از رهبران و کادرهای فعال حزب دمکرات کردستان ایران کشته یا اعدام شدند.
بسیاری اعتقاد دارند که فروتنی بیش از حد غنی بلوریان موجب شد تا در کنگره چهارم حزب دموکرات کردستان، قاسملو دبیرکل حزب شود، درحالی‌که تمام شرایط برای غنی بلوریان جهت در دست گرفتن رهبری حزب دمکرات کردستان ایران فراهم بود.
بلوریان نقش مهمی در مذاکرات با دولت مرکزی برای جلوگیری از جنگ داخلی در کردستان داشت، اما از دو سو این تلاش با شکست روبرو شد. از یک‌سو بخشی از جناح حاکم در جمهوری اسلامی که از همان ابتدای پیروزی انقلاب ایران در سرنگونی نظام شاهنشاهی در پی حل هر مسئله کوچک و بزرگ با اعدام و جنگ بود و از سوی دیگر، گروهی از ماجراجویان که کردستان را جزیره‌ای جدا از مجمع‌الجزایر ایران تصور کرده و خواست‌های خود را می‌خواستند با تفنگ به حکومت مرکزی و حاکمیت چند پارچه آن تحمیل کنند.
در چارچوب همین فعالیت‌ها بود که یک‌بار غنی بلوریان در رأس یک هیئت برای مذاکره با ابوالحسن بنی‌صدر اولین رئیس‌جمهور ایران عازم تهران شد اما این مذاکرات نیز راه به جایی نبرد.
بلوریان یک‌بار نیز در رأس یک هیئت مذاکره‌کننده پیش از برگزاری همه‌پرسی ۱۲ فروردین به همراه قاسملو به دیدار آیت الله خمینی و مهندس بازرگان نخست‌وزیر موقت رفت تا خواست‌های مردم کرد را با امید گنجانده شدن آن‌ها در قانون اساسی به دیدار آن‌ها رفت. بلوریان بعدها در کتاب خاطراتش یکی از نتایج این دو دیدار را تصمیم برای شرکت در رفراندوم جمهوری اسلامی برشمرد.
سیاست و مشی مسلحانه عبدالرحمان قاسملو سرانجام موجب شد تا غنی بلوریان و ۶ تن از رهبران حزب از قاسملو جدا شوند. این ۶ نفر عبارتند از: فاروق کیخسروی، فوزیه قاضی نوه قاضی محمد، رحیم سیف قاضی از خانواده قاضی محمد، احمد عزیزی، هیمن شاعر ملی کردستان و نوید معینی برادر جوان‌تر سلیمان و اسماعیل معینی که همراه با بلوریان از قاسملو جدا شدند. قاسملو که از مشی مذاکره با حکومت مرکزی فاصله گرفته بود، سال‌ها بعد در کشور اتریش هنگام مذاکره با نمایندگان حکومت و از جمله سپاه پاسداران، گرفتار ترور تیم مذاکره‌کننده شد.
بلوریان، پس از جدائی از قاسملو، نام گروه منشعب را (کمیته مرکزی حزب دموکرات کردستان- طرفداران کنگره چهارم) نهاد، زیرا معتقد بود کمیته مرکزی حزب دموکرات کردستان به رهبری قاسملو از مصوبات این کنگره منحرف شده است.

## خروج از ایران
غنی بلوریان، پس از یورش به حزب توده ایران در سال ۱۳۶۱–۱۳۶۲ از ایران خارج شد و برای چند سال در کشور چکسلواکی زندگی کرد و پس از فروپاشی اتحاد شوروی به مهاجرتی دوباره تن سپرد و راهی آلمان شد. او در کنفرانس ملی حزب توده ایران (۱۳۶۴) عضو هیئت سیاسی حزب توده ایران شد اما به‌تدریج و به همراه تنی چند از اعضای هیئت سیاسی حزب - از جمله سیاوش کسرایی و حبیب فروغیان و … در برابر سیاست‌های حمید صفری دبیر دوم حزب در آن سال‌ها ایستاد. او علاوه بر آنکه با روشی که صفری در برخورد با کادرهای مهاجر توده‌ای در اتحاد شوروی و اروپای غربی داشتند مخالف بود، با سیاست جدائی از مشی حزب توده ایران در برابر انقلاب که توسط صفری هدایت می‌شد نیز مخالف بود و بزرگ‌ترین انتقادش سپردن اختیارات به صفری بود. همچنان که معتقد بود رهبری حزب توده ایران در ارتباط با کردستان ایران، دچار فلج کامل شده است.
بلوریان در کتاب خاطرات خود که با نام برگ سبز (ئاله‌کوک) منتشر شده سرگذشت خویش در چند دوران پرفراز و نشیب رویدادهای سیاسی ایران و همچنین خاطرات فراموش نشدنی اش از زندان‌های شاه را منتشر کرده است.

## مرگ
غنی بلوریان سرانجام در روزچهارشنبه ۱۸ اسفند سال ۱۳۸۹در سن ۸۶ سالگی، به دنبال یک سکته مغزی در کلن آلمان در گذشت. دولت کردستان عراق پیکر غنی بلوریان را با هواپیما به کردستان منتقل کرد. در فرودگاه «اربیل» (هولر) طی تشریفاتی با حضور شخصیت‌های دولت کردستان عراق تابوت غنی بلوریان تحویل گرفته شده و برای تدفین در محل ویژه‌ای که در یکی از گورستان‌های شهر در نظر گرفته شده بود، منتقل شد. در فرودگاه اربیل، علاوه بر مسعود بارزانی، رئیس دولت کردستان عراق، ایاد علاوی سیاستمدار عراقی، فاضل می‌رانی رئیس هیئت سیاسی حزب دمکرات کردستان عراق، گروهی از شخصیت‌های ملی و هنری کُرد، خانواده بلوریان و… با دسته‌های گل حضور داشتند و شخص مسعود بارزانی تاج گلی را بر تابوت بلوریان نهاد. خاکسپاری ساعت ۴ بعد از ظهر انجام شد و در جریان آن، فاضل می‌رانی، حسین یزدانی، جلیل گادانی و حامد گوهری دربارهٔ شخصیت، دوران مبارزه و زندان و تأثیر غنی بلوریان بر مبارزان گروه‌های کرد صحبت کردند. مراسم انتقال جسد بلوریان به کردستان عراق از فرودگاه اربیل تا محل خاکسپاری او، به صورت گزارش تصویری از تلویزیون اربیل پخش شد.